# Amor real
Amor Real é uma novela mexicana produzida por Carla Estrada para Televisa e exibida pelo Canal de las Estrellas, entre 9 de junho e 17 de outubro de 2003, substituindo Las vías del amor e antecedendo Mariana de la noche, em 95 capítulos.
Baseada no livro Bodas de Odio escrito em 1960 por Caridad Bravo Adams, a trama é um remake do clássico Bodas de odio produzida por Ernesto Alonso em 1983 e foi adaptada por María Zarattini. 
A trama é protagonizada por Adela Noriega, Fernando Colunga e Mauricio Islas, com atuações estrelares de Ana Martín, Mariana Levy e Ana Bertha Espín e antagonizada por Chantal Andere, Beatriz Sheridan, Helena Rojo, Carlos Cámara, Maya Mishalska, Harry Geithner , Manuel "Flaco" Ibañez e Ernesto Laguardia. 

## Sinopse
Don Joaquim Fontes Guerra é um homem de muita fortuna, que está à beira da morte. Porém antes de morrer e com o padre Urbano como testemunha, consegue assinar um testamento em favor de Manuel, que se torna dono de todos os seus bens. 
Matilde é uma jovem de boa família, que vive com sua mãe Dona Augusta, seu pai General Don Hilário o e seu irmão Humberto. Ela vive um romance com Adolfo Solís, um militar que não possui fortuna alguma. Porém Augusta é totalmente contra esse relacionamento. Na verdade, a família Peñalver y Beristáin estava praticamente falida e não tinha mais dinheiro. Augusta tratou de encontrar um bom partido que pudesse liquidar as dívidas e sustentar os luxos da família. Enquanto isso, Humberto se afunda em dívidas de jogos e ao fazer um empréstimo com Ezequiel Treviño, dá as escrituras da própria casa como garantia de pagamento. 
Um certo dia, visitando Cidad Trinidad, Manuel conhece Matilde e se apaixona por ela. Ao fazer averiguações sobre as contas da fazenda, descobre que Ezequiel Treviño roubou o seu pai durante vários anos. Para não mandar Ezequiel pra cadeia, Manuel aceita as escrituras como pagamento e se torna "dono" da casa onde vive Matilde e sua família. 
Ao descobrir dessa artimanha, Augusta decide escolher Manuel Fuentes Guerra para genro, mesmo sabendo que este é filho bastardo de Joaquín Fuentes Guerra, e que só tinha reconhecido a paternidade no seu leito de morte. Completamente apaixonada por Adolfo, Matilde continua irredutível quanto a casar-se com Manuel. Assim, para convencer a moça a aceitar o noivo, Augusta e Humberto armam contra Adolfo, que vai preso. Além disso, eles procuram uma mulher que se faz passar por esposa de Adolfo, fazendo com que ela acredite em todas mentiras e aceite se casar com Manuel.
Adolfo consegue fugir da prisão no mesmo dia do casamento de Matilde. Ao encontrar com Matilde e dizer-lhe que foi tudo uma armação de Augusta e Humberto, a jovem conta-lhe que está casada com Manuel. Após resolverem os mal-entendidos, o casal decide fugir. Sixto, o amigo de Manuel lhe conta o plano dos dois e os impede e leva Matilde para sua fazenda e consumando o casamento. 
Um tempo depois, Sixto manda um administrador para ajudar Manuel a cuidar contas da fazenda. Porém ele é acidentalmente morto e deixado na estrada. Ao ver o homem, Adolfo decide tomar o lugar dele como administrador, usando o nome de Felipe. Manuel lê as recomendações e o contrata sem saber quem ele é, pois nunca viu quem era seu rival. Matilde se desespera com a presença de Adolfo na fazenda, pois teme que Manuel o descubra. Antonia, que é apaixonada por Manuel, e Damiana, sua babá, vigiam os dois incansavelmente e desconfiam das suas atitudes.  
Passa-se um tempo e Manuel e Matilde descobrem as armações de Augusta e Humberto, ao mesmo tempo que Matilde percebe que as atenções e olhares cheios de paixão de Manuel estão afetando seu coração. Quando percebe que ama Manuel, ela é sincera com Adolfo e explica que seus sentimentos mudaram. Adolfo aceita que perdeu e vai embora da fazenda. Quando Manuel chega Matilde lhe diz que está grávida. Porém a felicidade de ambos dura pouco, pois Sixto, o amigo  de Manuel enviou o administrador chega a fazenda e afirma que o homem que ele enviou possuia características e idade distintas das de Adolfo. Manuel se dá conta do engano e com o orgulho ferido, expulsa Matilde e até põe em dúvida a paternidade da criança. Matilde volta para a casa de sua mãe e Manuel tenta esquecê-la com Antônia, mantendo uma relação que o compromete e dificulta voltar para sua esposa. Enquanto isso, Manuel descobre que Rosário, a empregada da sua casa é a sua mãe verdadeira. 
Antes de Matilde dar a luz ela é expulsa por sua mãe e acaba indo até a casa de Manuel que fica na cidade. Manuel resolve ir até a casa na Cidade Trindade sem saber que Matilde estava lá, após várias discussões Manuel decide duelar com Adolfo, mas este toma um tiro e o duelo não acontece. Apesar de várias discussões e problemas, Manuel aceita Matilde de volta com seu filho.
Certo dia, chega na fazenda Marie de la Roquette, uma francesa que se diz sobrinha do falecido Fontes Guerra. Manuel acolhe Marie na fazenda pensando ser uma boa pessoa, mas o que ela realmente quer é tomar toda herança do Manuel. Para isso, ela conta com ajuda de seu primo Yves. Para iniciar seu plano, Marie rouba o testamento de Manuel e entrega a Yves para que o falsique. Ele contrata um falsário para fazer o serviço e depois o mata. 
Outros que também desejam que Manuel perca toda herança são Abelardo Benítez e Ramón Marquez, ambos autoridades políticas. Eles tentam a todo custo prender Manuel como suspeito de ser um rebelde por lutar a favor de um governo que foi deposto. Como não conseguem, eles armam para que todos acreditem que Manuel não é filho do falecido Don Joaquim Fontes Guerra. Eles descobrem que Rosário foi uma prostituta e levantam a dúvida sobre a paternidade de Manuel. Após isso, obrigam que Rosário confesse que Manuel não é filho de Fontes Guerra como condição para deixá-los em paz. Rosário assim o faz. O juiz ao descobrir essa declaração, ordena que Rosário seja presa imediatamente por ter mentido em juízo. 
Manuel e Rosário decidem fugir. Porém no meio do caminho, uma patrulha os reconhece e começa a perseguí-los. No meio da perseguição, a carroça onde iam Manuel e Rosário se desprende e cai no rio. Neste terrível acidente Manuel é dado como morto, mas nem ele nem Rosário morrem. Eles são encontrado por revolucionários liderados por Amadeo Corona que são contra o governo e Manuel junta-se a eles. 
Passam-se 3 anos até que Manuel resolve ir atrás de Matilde para dizer a ela tudo que aconteceu, porém chegando lá descobre que Matilde está de casamento marcado com Adolfo. Ele a sequestra e sabendo que Manuel está vivo se reconciliam. Matilde passa a viver com Manuel no acampamento. 
Pouco tempo depois, para obrigar Manuel voltar à cidade, Ramón Marques lhe faz chegar um recado dizendo que seu filho Manuelzinho foi sequestrado, e que para tê-lo de volta, ele teria que se entregar. Manuelzinho reaparece, porém é tarde demais. Manuel se entrega à policia e lá descobre que foi vítima de uma armação. Adolfo então, na sua condição de general, decide soltar Manuel. Isso causa a fúria do governador, que decide mandar Adolfo ao paredão para ser fuzilado. Manuel ao saber disso, resolve salvar Adolfo. Durante o ritual de fuzilamento, Manuel e alguns homens entram em conflito e tiroteio com os militares. Um tiro acerta Adolfo, que morre ali mesmo. 
Por fim Matilde volta para sua casa e Manuel promete que logo voltará. Matilde acaba descobrindo meses depois que Manuel estava morto. Algum tempo depois, Matilde está em seu quarto chorando e vê uma carroça vindo, vai até lá e encontra um corpo que é de Manuel.Ela começa a chorar sobre o corpo de Manuel,mas ele fala que "ele voltaria", Matilde vê que ele esta vivo e assim eles ficam felizes para sempre.

## Elenco
- Adela Noriega - Matilde Peñalver y Beristáin de Fuentes Guerra
- Fernando Colunga - Manuel Fuentes Guerra Aranda
- Mauricio Islas - Adolfo Solís / Felipe Santamaria
- Chantal Andere - Antonia Morales
- Helena Rojo - Dona Augusta Curiel de Penhalver y Beristáin
- Ernesto Laguardia - Humberto Peñalver y Beristáin Curiel
- Ana Martín - Rosário Aranda
- Carlos Cámara - Ramón Márquez
- Maya Mishalska - Marie De La Roquette Fuentes Guerra / Marianne Bernier
- Mariana Levy - Josefina de Icaza de Peñalver y Beristáin
- Leticia Calderón - Hanna de la Corcuera
- Kika Edgar - Catalina Heredia de Solís
- Ana Bertha Espín - Prudencia Curiel Viuda de Alonso
- Ricardo Blume - General Don Hilario Peñalver y Beristáin
- Ingrid Martz - Pilar Piquet de Márquez
- Rafael Rojas - Amadeo Corona
- Yolanda Mérida - Doña Juana Domínguez Viuda de Palafox
- Beatriz Sheridan - Damiana García
- Harry Geithner - Yves Santibañez De La Roquette
- Mauricio Herrera - Padre Urbano de las Casas
- Óscar Bonfiglio - Sixto Valdez
- Alejandro Felipe - Manuel Hilario Fontes Guerra Peñalver y Beristáin
- Manuel "Flaco" Ibañez - Remigio Quintero
- Mario Iván Martínez - Renato Piquet
- Paco Ibáñez - Gregorio Heredia
- Sara Monar - Ana
- Toño Infante - Benigno Villa
- Adalberto Parra - Delfino Pérez
- Miguel Ángel Fuentes - Negro
- Julio Alemán - Don Joaquim Fontes Guerra
- Raquel Morell - Maria Clara de Heredia
- Maty Huitrón - Madre Superiora
- Gastón Tuset - Gervasio Morales
- Tania Vázquez - Adelaida Sandoval
- Héctor Sáez - Silvano Arzola
- Jorge Vargas (ator) - General Prisco Domínguez Cañero
- Alicia del Lago - Higinia
- José Antonio Ferral - Licenciado Abelardo Benítez
- Mario del Río - Lorenzo Rojas
- Alejandro Villeli - Ezequiel Treviño
- Carlos Amador - Orlando Cordero
- Gerardo Klein - Santiago López
- Dulcina Carballo - Jacinta
- Fernando Manzano - Garza
- Benjamín Pineda - Canales
- Lorena Álvarez - Bernarda Aguirre
- David Galindo - Nazario
- María Dolores Oliva - Lázara
- Carlos Ache - Graciano
- Mayahuel del Monte - Ceferina
- Carlos Cámara Jr - Lic. Aureliano Pérez de Tejada
- Paulina de Labra - Ignacia
- Joseba Iñaki - Jacobo Negrete
- Alberto Chávez - Pancho
- July Calderón - Micaela
- Patricia Martínez - Camelia de Corona
- Luis Xavier - José Maria de Icaza
- Fátima Torre - Maria Fernanda Heredia
- María Sorté - Rosaura
- Frances Ondiviela - Marie De La Roquette Fuentes Guerra
- Marco Muñoz - Capitão Gómez
- Adal Ramones - Dono do Circo
- Olivia Bucio
- Jacqueline Voltaire - Hermana Lucía
- Luis Couturier - Governador do México
- Arturo Lorca - Efraim González
- Lilí Brillanti - Assunção
- Omar Ayala - Campesino
- Gilberto de Anda - Notario

## DVD
A trama foi lançada em DVD em 2004, pela Televisa Home Entertainment, como um compacto com duração de 6 horas divididas em dois discos duplos, sendo uma das primeiras novelas da emissora lançadas em DVD. O DVD também incluía erros de gravação, bastidores, biografias dos atores, entre outros extras.
Em 2013, a trama foi relançada em DVD pela Televisa, em uma edição especial com um novo compacto, com a duração de 24 horas dividido em 7 discos.

## Exibições

### No México
A trama foi exibida de segunda à sexta, às 21:00.
Foi reprisada 3 meses após seu fim, às 17 horas, entre 19 de janeiro e 28 de maio de 2004, entre as novelas Bajo la misma piel e Amar otra vez. 
Também foi reprisada pelo TLNovelas entre 16 de junho e 24 de outubro de 2008, substituindo Corazón salvaje. 
Foi reprisada novamente pelo TLNovelas entre 8 de julho e 15 de novembro de 2013. Esta sendo novamente reprisada pelo mesmo canal, desde 13 de junho de 2022, substituindo Los Parientes Pobres.

### No Brasil
Foi exibida no Brasil, pelo SBT, entre 5 de janeiro e 17 de maio de 2004, em 96 capítulos.
Foi exibida pelo canal pago TLN Network com edição original e áudio dublado de 28 de julho a 5 de dezembro de 2014 substituindo Rubi e sendo substituída por Mariana da noite.
Foi reprisada pelo mesmo canal ente 11 de dezembro de 2017 a 20 de abril de 2018 substituindo Rosa Selvagem e sendo substituída por Abismo de paixão.

## Audiência

### No México
Antes mesmo da estréia, o maior desafio de Amor real era vencer a novela Mirada de mujer... el regreso, exibida pela concorrente TV Azteca, que entrou ao ar no mesmo dia e era exibida no mesmo horário. A telenovela cumpriu sua competência e conseguiu se manter líder de audiência no horário. A trama alcançou excelentes 29 pontos de média.

### No Brasil
Em sua exibição no SBT, a trama alcançou ótimos 8 pontos de média no horário da tarde..

## Prêmios

### Prêmios TVyNovelas 2004
| Ano  | Categoria                    | Nomeado(a)                 | Resultado |
| ---- | ---------------------------- | -------------------------- | --------- |
| 2004 | Melhor telenovela            | Carla Estrada              | Vencedora |
| 2004 | Melhor atriz protagonista    | Adela Noriega              | Vencedora |
| 2004 | Melhor ator protagonista     | Fernando Colunga           | Vencedor  |
| 2004 | Melhor atriz antagonista     | Chantal Andere             | Indicada  |
| 2004 | Melhor atriz co-estrelar     | Ana Bertha Espín           | Vencedora |
| 2004 | Melhor ator co-estrelar      | Ernesto Laguardia          | Vencedor  |
| 2004 | Melhor primeira atriz        | Ana Martín                 | Vencedora |
| 2004 | Melhor primeiro ator         | Carlos Cámara              | Vencedor  |
| 2004 | Melhor atriz juvenil         | Ingrid Martz               | Indicada  |
| 2004 | Melhor história ou adaptação | María Zarattini            | Vencedora |
| 2004 | Melhor direção de cena       | Eric Morales Mónica Miguel | Indicados |
| 2004 | Melhor tema musical          | "Amor Real", Sin Bandera   | Indicado  |

### Prêmios ACE Nova York
| Ano  | Categoria                      | Nomeado(a)        | Resultado |
| ---- | ------------------------------ | ----------------- | --------- |
| 2004 | Melhor Programa Cênico         | Amor real         | Venceu    |
| 2004 | Melhor Direção                 | Mónica Miguel     | Venceu    |
| 2004 | Melhor Atriz                   | Adela Noriega     | Venceu    |
| 2004 | Melhor Ator                    | Fernando Colunga  | Venceu    |
| 2004 | Atriz Característica Destacada | Ana Martín        | Venceu    |
| 2004 | Melhor ator Coadjvante         | Ernesto Laguardia | Venceu    |

## Versões
- É um remake da novela Bodas de odio, produzida por Ernesto Alonso para Televisa em 1983. Foi protagonizada por Christian Bach, Miguel Palmer e Frank Moro, também sendo uma telenovela mundialmente reconhecida.
- É baseada num livro de Caridad Bravo Adams chamado Bodas de Odio escrito em 1960, onde a história se passa no século XVIII na Rússia e Ucrânia, no período czarista.
- Em 2013, Angelli Nesma Medina produziu uma versão moderna da história, intitulada Lo que la vida me robó e foi protagonizada por Angelique Boyer, Sebastián Rulli e Luis Roberto Guzmán.